# Cymothoa dufresni
Cymothoa dufresni es una especie de crustáceo isópodo marino del género Cymothoa, familia Cymothoidae. Fue descrita científicamente por Leach en 1818.

## Distribución
Esta especie se encuentra en el norte del océano Atlántico.